# Триттія
Триттія (τριττύες) — одиниця в основі політичного устрою в Стародавніх Афінах, що утворилась за Клісфена у 509 р. до н. е. В перекладі значить «потрійний». Була найменшою адміністративно-територіальною одиницею після клісфенівських реформ.
У 509 р. до н. е. Клісфен вводить територіальний поділ населення Афін. Було створено десять територіальних філ; кожна філа була поділена на три частини — тритії, а самі триттії на деми на чолі з виборних демархом. Загалом було 30 тритій. Кожна триттія складалася з прибережної (паралії), внутрішньої (мезогеї) та міської (асти). Філи не становили єдиної, цілісної території, бо питання, з яких саме тритій складатиметься філа, вирішувалося жеребкуванням. Часто тритії однієї філи не мали спільних кордонів, бо розташовувались далеко одна від одної.